# Communauté de communes du canton de Saint-Laurent-de-Neste
La communauté de communes du Canton de Saint Laurent de Neste est une ancienne communauté de communes française, située dans le département des Hautes-Pyrénées et la région Occitanie.

## Histoire
Elle fusionne avec la communauté de communes Vallée de la Barousse pour former la communauté de communes Neste Barousse au 1er janvier 2017.

## Composition
| Nom                            | Code Insee | Gentilé               | Superficie (km2) | Population (dernière pop. légale) | Densité (hab./km2) |
| ------------------------------ | ---------- | --------------------- | ---------------- | --------------------------------- | ------------------ |
| Saint-Laurent-de-Neste (siège) | 65389      | Saint-Laurenchais     | 10,41            | 925 (2014)                        | 89                 |
| Anères                         | 65009      | Anéresiens            | 2,66             | 189 (2014)                        | 71                 |
| Aventignan                     | 65051      | Aventignanais         | 5,22             | 201 (2014)                        | 39                 |
| Bize                           | 65093      | Bizois                | 12,96            | 215 (2014)                        | 17                 |
| Bizous                         | 65094      | Bizouins              | 3,18             | 102 (2014)                        | 32                 |
| Cantaous                       | 65482      | Cantaousiens          | 5,68             | 440 (2014)                        | 77                 |
| Générest                       | 65194      | Générestais           | 11,83            | 98 (2014)                         | 8,3                |
| Hautaget                       | 65217      | Hautagettois          | 1,35             | 54 (2014)                         | 40                 |
| Lombrès                        | 65277      | Lombrésiens           | 1,42             | 98 (2014)                         | 69                 |
| Mazères-de-Neste               | 65307      | Mazériens             | 3,36             | 323 (2014)                        | 96                 |
| Montégut                       | 65319      | Montéacutins          | 6,94             | 133 (2014)                        | 19                 |
| Montsérié                      | 65323      | Montsériérais         | 2,25             | 61 (2014)                         | 27                 |
| Nestier                        | 65327      | Nestéens              | 4,94             | 160 (2014)                        | 32                 |
| Nistos                         | 65329      | Nistosiens            | 32,59            | 232 (2014)                        | 7,1                |
| Saint-Paul                     | 65394      | Saint-Paulais         | 6,85             | 315 (2014)                        | 46                 |
| Seich                          | 65416      |                       | 7,17             | 85 (2014)                         | 12                 |
| Tibiran-Jaunac                 | 65444      | Tibirannais-Jaunacais | 6,38             | 295 (2014)                        | 46                 |
| Tuzaguet                       | 65455      | Tuzaguetois           | 7,72             | 456 (2014)                        | 59                 |

## Démographie
| 2009  | 2011  |
| ----- | ----- |
| 4 231 | 4 305 |

## Liste des Présidents successifs
| Période                                  | Période | Identité        | Étiquette | Qualité |
| ---------------------------------------- | ------- | --------------- | --------- | ------- |
| 2007                                     | 2016    | Josette Durrieu |           |         |
| Les données manquantes sont à compléter. |         |                 |           |         |